# طرديلن عقدي الأزهار
طرديلن عقدي الأزهار (الاسم العلمي:Tordylium nodiflorum)  هو نوع غير مؤكد من النباتات يتبع جنس الطرديلن من الفصيلة الخيمية.